# Schizohelea leucopeza
Schizohelea leucopeza är en tvåvingeart som först beskrevs av Johann Wilhelm Meigen 1804.  Schizohelea leucopeza ingår i släktet Schizohelea och familjen svidknott. Inga underarter finns listade i Catalogue of Life.